# Decreto del presidente della Repubblica
Il decreto del presidente della Repubblica (in sigla DPR o D.P.R.), nell'ordinamento giuridico italiano, è un atto giuridico emanato dal presidente della Repubblica Italiana. La determinazione degli atti amministrativi da adottarsi nella forma del decreto del presidente della Repubblica è tassativamente disciplinata dalla Legge 12 gennaio 1991, n. 13 e successive modifiche (legge 15 marzo 1997, n. 59, d.lgs. 26 aprile 2016, n. 91).

## Storia
Prima della legge sull'ordinamento del governo, la legge 23 agosto 1988, n. 400, la dottrina distingueva tra atti formalmente presidenziali, ma sostanzialmente governativi, in quanto la decisione viene presa unicamente dal governo e il presidente si limita a darvi una veste di decreto presidenziale (verrà quindi, come tutti gli atti del presidente della Repubblica, controfirmato dai ministri competenti), e atti formalmente e sostanzialmente presidenziali, come le nomine dei giudici costituzionali, il rinvio di una legge alle camere, e altro.
Inoltre, la normativa precedente al 1988 disponeva che venissero emanati nella forma del DPR sia i decreti legislativi, sia anche i regolamenti governativi, nonché i cosiddetti testi unici, che spesso erano anch'essi decreti legislativi. Ciò generava, sul piano della gerarchia delle fonti, una certa confusione, atteso che i decreti legislativi hanno forza di legge, mentre i regolamenti no. La ragione del ricorso alla medesima veste formale del decreto presidenziale, nonostante la sostanziale possibile diversità del tipo delle norme giuridiche sottese, era di tipo storico, laddove il decreto presidenziale aveva preso il posto del regio decreto (RD o anche r.d.), a seguito del passaggio dalla monarchia alla repubblica.
Per porre rimedio alla confusione ingenerata, l'art. 14 della legge n. 400/1988 stabilì che i nuovi atti legislativi frutto di esecuzione di una legge delega si sarebbero chiamati semplicemente "decreti legislativi", mentre la forma del decreto del presidente della Repubblica sarebbe rimasta, per quanto concerne gli atti normativi, esclusivamente per i regolamenti governativi (art. 17 della legge n. 400/1988).
In tale veste, inoltre, dal 1997 al 2003 per il breve periodo di vigenza dei testi unici misti, ovvero testi unici che raccoglievano, armonizzavano e coordinavano leggi e regolamenti via via intervenuti a disciplinare una data materia, vennero approvati atti di riordino e di semplificazione di normative complesse, mediante l'emanazione di tre contestuali atti legislativi del Governo:
- un testo, approvato con decreto legislativo, contenente le norme di rango legislativo (detto testo B);
- un testo, approvato con DPR, contenente le norme di rango regolamentare (detto testo C);
- un testo, approvato con DPR, contenente l'insieme coordinato delle norme legislative e regolamentari (detto testo A)[3].

## Lista degli atti

### Atti di prerogativa costituzionale
- Nomina del presidente del Consiglio e dei ministri;
- Accettazione delle dimissioni del presidente del Consiglio e dei ministri;
- Nomina dei giudici della Corte Costituzionale;
- Nomina dei senatori a vita;
- Scioglimento della Camera dei Deputati e del Senato della Repubblica.

### Atti su proposta del presidente del Consiglio dei ministri o del ministro competente
- Nomina dei sottosegretari di Stato;
- Nomina dei commissari straordinari del Governo;
- Nomina del presidente e del segretario generale del Consiglio nazionale dell'economia e del lavoro;
- Approvazione della nomina del governatore della Banca d'Italia;
- Nomina alla presidenza di enti, istituti e aziende a carattere nazionale ai sensi dell'articolo 3 della legge 23 agosto 1988, n. 400;
- Nomina e conferimento di incarichi direttivi a magistrati ordinari, amministrativi, militari e ad avvocati dello Stato;
- Nomina del presidente, dei presidenti di sezione e dei componenti delle commissioni tributarie;
- Nomina dei funzionari dello Stato con qualifica non inferiore a dirigente generale o equiparata;
- Nomina e destinazione dei commissari del Governo presso le regioni;
- Destinazione dei prefetti presso i capoluoghi di provincia;
- Destinazione degli ambasciatori e dei ministri plenipotenziari presso sedi diplomatiche estere e conferimento delle funzioni di capo di rappresentanza diplomatica;
- Nomina degli ufficiali delle Forze armate di grado non inferiore a generale di brigata o equiparato;
- Nomine di militari delle Forze armate, compresa l'Arma dei carabinieri, per le quali il codice dell'ordinamento militare prevede l'emanazione del decreto del Presidente della Repubblica;
- Nomina diretta del Personale Direttivo, Ruolo Normale del Corpo militare dell'ACISMOM (Corpo Militare dell'Associazione dei Cavalieri Italiani del Sovrano Militare Ordine di Malta), ausiliario dell'Esercito Italiano.[4]
- Nomina del segretario generale del Ministero degli affari esteri;
- Nomina del capo della polizia - direttore generale della pubblica sicurezza;
- Nomina del comandante generale della Guardia di Finanza;
- Scioglimento anticipato dei consigli provinciali e comunali e nomina dei relativi commissari;
- Concessione della cittadinanza italiana;
- Decisione dei ricorsi straordinari al presidente della Repubblica;
- Provvedimento di annullamento straordinario degli atti amministrativi illegittimi;
- Conferimento di ricompense al valore e al merito civile e militare e concessione di bandiere, stemmi, gonfaloni e insegne, nei casi in cui la forma del decreto del presidente della Repubblica sia prevista dalla legge;
- Concessione del titolo di città;
- Atti per i quali la forma del decreto del presidente della Repubblica sia prevista dalla legge in relazione a procedimenti elettorali o referendari;
- Atti per i quali la forma del decreto del presidente della Repubblica sia prevista da norme di attuazione degli statuti delle regioni a statuto speciale.

Sono altresì emanati con DPR tutti gli atti per i quali è intervenuta la deliberazione del Consiglio dei ministri: assumono rilievo i regolamenti governativi e, in tal caso, il DPR assume il rango di fonte secondaria nella gerarchia delle fonti. Gli atti dell'esecutivo che non assumono la forma di DPR sono invece approvati con decreto del Presidente del Consiglio dei ministri, con decreto ministeriale o con decreto interministeriale.